# سيموني كونسوني
سيموني كونسوني (بالإيطالية: Simone Consonni)‏ (و. 1994  م) هو راكب دراجة هوائية إيطالي، شارك في ركوب الدراجات في الألعاب الأولمبية الصيفية 2016.

## سجل الفوز

### سباقات أو مراحل فاز بها
| التاريخ        | السباق                                                                    | المركز                      |
| -------------- | ------------------------------------------------------------------------- | --------------------------- |
| 01 يناير 2015  | 2015 سباق الطريق لأقل من 23 سنة في بطولة العالم لسباق الدراجات على الطريق |                             |
| 15 أبريل 2015  | Côte picarde 2015                                                         | الفائز في التصنيف العام     |
| 29 أغسطس 2015  | تور دي أفينير 2015                                                        | الثالث في تصنيف النقاط      |
| 08 مايو 2016   | 2016 Trofeo città di San Vendemiano                                       | الفائز في التصنيف العام     |
| 25 يونيو 2016  | سباق الطريق للرجال تحت 23 سنة في بطولة إيطاليا 2016                       | الفائز في التصنيف العام     |
| 25 سبتمبر 2016 | 2016 Gran Premio Bruno Beghelli                                           | الخامس في التصنيف العام     |
| 30 مارس 2017   | ثلاثة أيام من دي بان 2017                                                 | السابع في تصنيف النقاط      |
| 20 أغسطس 2017  | أوروآيز الكلاسيكي 2017                                                    | المرتبة 17 في التصنيف العام |
| 27 أغسطس 2017  | جي بي واست-فرنسا 2017                                                     | التاسع في التصنيف العام     |
| 03 سبتمبر 2017 | جي بي دي فورميس 2017                                                      | الخامس في التصنيف العام     |
| 01 أكتوبر 2017 | 2017 Gran Premio Bruno Beghelli                                           | التاسع في التصنيف العام     |
| 17 يونيو 2018  | طواف سلوفينيا 2018                                                        | الأول في تصنيف النقاط       |
| 15 سبتمبر 2019 | كوبا بيرنوشي 2019                                                         |                             |
| 06 يونيو 2022  | طواف ليمبورغ 2022                                                         |                             |
| 25 سبتمبر 2022 | 2022 Paris-Chauny                                                         | الفائز في التصنيف العام     |

## روابط خارجية
- سيموني كونسوني على موقع الاتحاد الدولي للدراجات (الإنجليزية)
- سيموني كونسوني على موقع أرشيف الدراجات (الإنجليزية)
- سيموني كونسوني على موقع إحصائيات الدراجات الإحترافية (الإنجليزية)
- سيموني كونسوني على موقع نسبة الدراجات (الإنجليزية)
- سيموني كونسوني على موقع CycleBase (الإنجليزية)
- سيموني كونسوني على موقع اللجنة الأولمبية الدولية (الإنجليزية)
- سيموني كونسوني على موقع أوليمبيديا (الإنجليزية)
- سيموني كونسوني على موقع اللجنة الأولمبية الإيطالية (الإيطالية)